# محمد الخالدي (ممثل)
محمد الخالدي، ممثل من فئة البدون أو غير محددي الجنسية، ولد في الكويت ومقيم في فنزويلا.

## ولادته ونشأته
ولد محمد في دولة الكويت بتاريخ 4 ديسمبر 1983 لأسرة مكونة من 3 إخوة وأختين. انفصل والديه عندما كان يبلغ من العمر 8 سنوات وأقام مع والدته.
بعد الغزو العراقي لدولة الكويت في 1990 بدأت المعاناة الحقيقية لـغير محددي الجنسية في الكويت حيث عانت هذه الفئة من التفرقة العنصرية والظلم في شتى مجالات الحياة وحرمت من أبسط حقوق الإنسان مثل العمل والتعليم المجاني والرعاية الطبية والحصول على رخصة قيادة أو جواز سفر أو عقد زواج أو شهادة ميلاد أو حتى شهادة وفاة. كما أطلقت عليهم الحكومة مسمى «مقيمين بصورة غير قانونية» بالإضافة إلى مسميات أخرى.
تم نقل الأطفال غير محددي الجنسية من المدارس الحكومية المجانية إلى مدارس خاصة حيث كانت الدراسة مكلفة جدا. كان هذا أسوأ أمر واجهه محمد خلال حياته. قام مدير المدرسة بطرد محمد لعدم قدرته على تجديد هويته بعد انتهائها بالإضافة إلى ارتفاع تكاليف الأقساط المدرسية. زاد الحمل على كاهل والدة محمد وكان من الصعب إعالة وتعليم 6 أبناء في آن واحد. علاقة محمد بوالدته قوية جدا وهي الأقرب إلى قلبه أكثر من أي شخص آخر.

## بداية حياته المهنية
بعد اضطراره لترك المدرسة، قرر محمد أن يعمل لإعانة أسرته ماديا فتنقل من عمل إلى آخر. كانت وظيفته الأولى العمل كصبّاغ حيث خدعه صاحب العمل ولم يعطه أجره. لم يستطع بعد ذلك أن يستقر في وظيفة واحدة بسبب وضعه كغير محدد الجنسية فعمل لفترات قصيرة بشكل غير قانوني كموظف مبيعات وعارض أزياء وتقني صوت. أطول وظيفة عمل بها خلال إقامته في الكويت كانت دي جي مستقل. حقق محمد نجاحا ملحوظا بعمله كـ«دي جي» إلا أن الحياة الليلية لم ترق له كثيرا. لم يهتم للمال وكان هدفه تحقيق وجوده بالحياة وبناء مستقبله ومساندة أسرته.

## فنزويلا وعمله كممثل
في عام 2006، قرر محمد الهجرة إلى فنزويلا بحثا عن مستقبل أفضل في محاولة لتحسين حياته.

## وصلات خارجية
- محمد الخالدي على موقع IMDb (الإنجليزية)
- محمد الخالدي على موقع قاعدة بيانات الفيلم (الإنجليزية)